# Европско првенство у атлетици у дворани 1974 — 60 метара препоне за жене
Такмичење у дисциплини трчања на 60 метара са препонама у женској конкуренцији на петом Европском првенству у атлетици у дворани 1975. године одржано је у дворани Скандинавијум у Гетеборгу, (Шведска) 10. марта.
Титулу европске првакиње освојену на Европском првенству у дворани 1972. у Ротердаму бранила је Анели Ерхарт из Источне Немачке.

## Земље учеснице
Учествовало је 16 атлетичарки из 13. земаља.
1. Аустрија  (1)
2. Бугарска (1)
3. Западна Немачка (1)
4. Источна Немачка (3)
5. Италија (2)
6. Мађарска (1)
7. Пољска (2)
8. Румунија (1)
9. Совјетски Савез (2)
10. Уједињено Краљевство (1)
11. Француска (2)
12. Холандија (1)
13. Швајцарска (1)

## Рекорди
| Рекорди пре почетка Европског првенства у дворани 1974.    | Рекорди пре почетка Европског првенства у дворани 1974. | Рекорди пре почетка Европског првенства у дворани 1974. | Рекорди пре почетка Европског првенства у дворани 1974. | Рекорди пре почетка Европског првенства у дворани 1974. | Рекорди пре почетка Европског првенства у дворани 1974. |
| ---------------------------------------------------------- | ------------------------------------------------------- | ------------------------------------------------------- | ------------------------------------------------------- | ------------------------------------------------------- | ------------------------------------------------------- |
| Светски рекорд                                             | Анели Ерхарт                                            | Источна Немачка                                         | 8,02                                                    | Ротердам, Холандија                                     | 10. март 1973.                                          |
| Европски рекорд                                            | Анели Ерхарт                                            | Источна Немачка                                         | 8,02                                                    | Ротердам, Холандија                                     | 10. март 1973.                                          |
| Рекорди европских првенстава                               | Анели Ерхарт                                            | Источна Немачка                                         | 8,02                                                    | Ротердам, Холандија                                     | 10. март 1973.                                          |
| Рекорди после завршеног Европског првенства у дворани 1974 |                                                         |                                                         |                                                         |                                                         |                                                         |
| Светски рекорд                                             | Анели Ерхарт                                            | Источна Немачка                                         | 7,90                                                    | Гетеборг, Шведска                                       | 9. март 1974.                                           |
| Европски рекорд                                            | Анели Ерхарт                                            | Источна Немачка                                         | 7,90                                                    | Гетеборг, Шведска                                       | 9. март 1974.                                           |
| Рекорди европских првенстава                               | Анели Ерхарт                                            | Источна Немачка                                         | 7,90                                                    | Гетеборг, Шведска                                       | 9. март 1974.                                           |

## Освајачи медаља
|                                |                        |                         |
| Анарозе Фидлер Источна Немачка | Гражина Рабштин Пољска | Мета Антенен Швајцарска |

## Резултати
У ово дисциплини су одржане три трке у три нивоа:квалификације, полуфинале и финале. Цело такмичење одржано је 9. марта.

### Квалификације
У квалификацијама такмичарке су били подељени у 3 групе: прве је имала седам а остале две по шест такмичарки. У полуфинале су се квалификовале по четири првпласиране из све три групе (КВ)
| Позиција | Група | Атлетичарка            | Националност         | Време | Белешка |
| -------- | ----- | ---------------------- | -------------------- | ----- | ------- |
| 1.       | 1     | Анели Ерхарт           | Источна Немачка      | 8,04  | КВ      |
| 2.       | 2     | Анарозе Фидлер         | Источна Немачка      | 8,17  | КВ      |
| 3.       | 1     | Татјана Ворокопко      | Совјетски Савез      | 8,27  | КВ      |
| 4.       | 1     | Мета Антенен           | Швајцарска           | 8,30  | КВ      |
| 5'       | 2     | Judy Vernon            | Уједињено Краљевство | 8.31  | КВ      |
| 6.       | 1     | Гражина Рабштин        | Пољска               | 8,32  | КВ      |
| 7.       | 2     | Илона Бружењак         | Мађарска             | 8,35  | КВ      |
| 8.       | 3     | Валерија Штефанеску    | Румунија             | 8,37  | КВ      |
| 9.       | 1     | Силвија Кавел          | Западна Немачка      | 8,38  |         |
| 9        | 3     | Тереза Новак           | Пољска               | 8,38  | КВ      |
| 11.      | 2     | Mieke van Wissen-Sterk | Холандија            | 8,41  | КВ      |
| 11.      | 3     | Гудрум Беренд          | Источна Немачка      | 8,41  | КВ      |
| 13.      | 2     | Шантал Рега            | Француска            | 8,48  |         |
| 14.      | 3     | Кармен Мер             | Аустрија             | 8,52  | КВ      |
| 15.      |       | Иванка Кошничарска     | Бугарска             | 8,63  |         |
| 16.      | 1     | Рита Ботиљери          | Италија              | 8,75  |         |
| 16.      | 2     | Наталија Лебедева      | Совјетски Савез      | 8,75  |         |
| 18.      | 3     | Антонела Батаља        | Италија              | 8,82  |         |
| 19       | 3     | Флоранс Пико           | Француска}           | НЅ    |         |

### Полуфинале
Полуфиналисти су били подељени у две групе по шест атлетичара, а за осам места у финалу су се пласирала по четири првопласиране из обе групе (КВ) 
| Позиција | Група | Атлетичарка            | Националност         | Време | Белешка |
| -------- | ----- | ---------------------- | -------------------- | ----- | ------- |
| 1.       | 1     | Анели Ерхарт           | Источна Немачка      | 7,90  | КВ СРд  |
| 2.       | 2     | Анарозе Фидлер         | Источна Немачка      | 8,10  | КВ      |
| 3.       | 1     | Мета Антенен           | Швајцарска           | 8.19  | КВ, НРд |
| 4.       | 2     | Татјана Ворокопко      | Совјетски Савез      | 8,20  | КВ      |
| 5.       | 2     | Гразина Рабштин        | Пољска               | 8,22  | КВ      |
| 6.       | 1     | Џуди Вернон            | Уједињено Краљевство | 8,23  | КВ      |
| 7.       | 1     | Тереза Новак           | Пољска               | 8,27  | КВ      |
| 8.       | 1     | Валерија Штефанеску    | Румунија             | 8.28  |         |
| 9.       | 2     | Илона Бружењак         | Мађарска             | 8,31  | КВ      |
| 10,      | 2     | Гудрум Беренд          | Источна Немачка      | 8,34  |         |
| 11.      | 2     | Mieke van Wissen-Sterk | Холандија            | 8,46  |         |
| 12.      | 1     | Кармен Мер             | Аустрија             | 8,56  |         |

### Финале
| Пласман | Атлетичарка       | Земља                | Резултат | Белешка |
| ------- | ----------------- | -------------------- | -------- | ------- |
|         | Анарозе Фидлер    | Источна Немачка      | 8,08     |         |
|         | Гражина Рабштин   | Пољска               | 8,08     |         |
|         | Мета Антенен      | Швајцарска           | 8,19     | НРд     |
| 4.      | Џуди Вернон       | Уједињено Краљевство | 8,25     |         |
| 5.      | Татјана Ворокопко | Совјетски Савез      | 8,26     |         |
| 6.      | Илона Бружењак    | Мађарска             | 8,9      |         |
| 7       | Тереза Новак      | Пољска               | НЗ       |         |
| 8       | Анели Ерхарт      | Источна Немачка      | НС       |         |

## Укупни биланс медаља у трци на 60 (50) метара са препонама за жене после 5. Европског првенства на отвореном 1970—1974.
|    | Земља            |    |    |    |    |
| -- | ---------------- | -- | -- | -- | -- |
| 1. | Источна Немачка* | 5* | 1  | 0  | 6  |
| 2. | Пољска**         | 0  | 2* | 4* | 6  |
| 3. | Румунија         | 0  | 1  | 0  | 1  |
| 3. | СССР             | 0  | 1  | 0  | 1  |
| 5. | Швајцарска       | 0  | 0  | 1  | 1  |
|    | Укупно {4}       | 5  | 5  | 5  | 15 |

|    | Атлетичар         | Земља           |    |    |   |   |
| -- | ----------------- | --------------- | -- | -- | - | - |
| 1. | Анели Ерхард      | Источна Немачка | 2* | 1  | 0 | 3 |
| 2. | Карин Балцер      | Источна Немачка | 2  | 0  | 0 | 2 |
| 3. | Тереза Сукљњевић* | Пољска          | 0  | 1* | 2 | 3 |
| 4. | Гаржина Рапштин*  | Пољска          | 0  | 1* | 1 | 2 |

Екипе и такмичарке обележене звездицом освојиле су по једну медаљу у дисциплини на 50 метара 1972.